# Hey Arnold!: The Movie
Hey Arnold!: The Movie (Ei Arnold!: O Filme no Brasil, e Hey Arnold! - O Filme em Portugal) é um filme norte-americano de animação dos gêneros comédia e aventura lançado em 2002, sendo baseado na série de televisão animada homônima da Nickelodeon. Foi dirigido por Tuck Tucker e escrito pelo próprio criador da série Craig Bartlett e Steve Viksten, sendo produzido também por Bartlett juntamente com Albie Hecht.
Trazendo Spencer Klein, Francesca Smith, Jamil Walker Smith, Dan Castellaneta, Tress MacNeille, Paul Sorvino, Jennifer Jason Leigh e Christopher Lloyd no elenco de dubladores, o filme segue os personagens Arnold, Gerald e Helga em uma missão para salvar seu bairro de um empresário ganancioso que planeja demolir o subúrbio para construir um enorme shopping center em seu lugar.
O filme foi produzido pela Nickelodeon Movies, Snee Oosh, Inc. e Nickelodeon Animation Studios, sendo lançado nos cinemas americanos em 28 de junho de 2002 sob distribuição da Paramount Pictures. Foi o segundo filme feito pela Nickelodeon Movies baseado em um Nicktoon, o primeiro foi The Rugrats Movie de 1998. Foi produzida uma sequência para a TV chamada Hey Arnold!: The Jungle Movie, exibida originalmente na Nickelondeon dos Estados Unidos em 24 de novembro de 2017.

## Enredo
Ao voltarem para casa depois um jogo de basquete, Arnold Shortman e seu melhor amigo, Gerald Johanssen, descobrem que Alphonse Perrier du von Scheck, Diretor Executivo das Industrias Futuro - Fti Inc., anunciou que pretende demolir todo o bairro para realizar a construção de um luxuoso e gigantesco shopping center. Naquela noite, Helga Pataki descobre que seu pai, Big Bob, está trabalhando com a Fti para planejar um novo ramo bem dimensionado com a construção de um supermercado ao lado do shopping proposto. Ela aprova a ideia empreendedora do pai, embora hesite um pouco por causa de seu amor platônico por Arnold, que tentará sob todas as custas impedir a destruição do bairro.
Arnold organiza uma manifestação contra a Fti, mas a sua autorização para a organização do protesto acaba sendo extraviada pelos funcionários de Scheck. A avó de Arnold, Gertie Shortman, acaba sendo presa por protestar e a manifestação é declarada ilegal. O fracasso encoraja muitos dos vizinhos de Arnold a desistir e vender suas casas para a Fti. À medida que os moradores começam a arrumar seus pertences, o avô de Arnold, Phil Shortman, conta a história do "Incidente do Tomate", onde houve uma grande batalha revolucionária travada na cidade. Arnold percebe que o ameaçado lugar deve ser declarado um bairro histórico pós-guerra, efetivamente garantindo sua preservação; no entanto, o documento legal que concede seu status histórico foi vendido para Scheck, que nega ter o documento quando Arnold e Gerald vão até a sede das Indústrias Futuro para tentar resgatá-lo.
À medida que o prazo do início da demolição do bairro se aproxima, Arnold recebe um telefonema misterioso de um ser chamado "Voz Profunda" (uma espécie de "Deep Throat" informante), que conta a Arnold que Scheck está mentindo, dizendo que o documento realmente está em poder do maléfico empresário estando guardado no cofre do escritório de Sheck. Depois de receber instruções da Voz Profunda, Arnold e Gerald roubam a chave do cofre do assistente de Scheck, Nick Vermicelli. Nick, ao perceber a chave perdida, informa Scheck. Enquanto isso, Phil e os pensionistas tentam elaborar um plano B caso Arnold falhe. O plano é conectar os túneis de drenagem de tempestade abaixo da rua com dinamite para impedir que os tratores da Fti iniciem a demolição das casas. Big Bob posteriormente se junta ao bando depois de descobrir nos acordos do contrato de Nick que Scheck controlará 51% de seu supermercado e que o líder da Fti o fraudará futuramente.
Com a ajuda da agente Bridget, Arnold e Gerald se infiltram na sede da Fti e conseguem acessar o cofre, mas descobrem que o documento não está ali. Scheck aparece por trás deles com o documento na mão. Ele revela que seu antepassado, um governador das forças britânicas, foi derrotado na batalha do "Incidente do Tomate" e que, durante anos, Scheck planeja se vingar pela honra de sua família, demolindo o bairro e substituindo-o por um edifício atrativo que será batizado com o seu nome. Ele então queima o documento na frente dos garotos para garantir que seus planos maléficos prosseguirão, antes de ordenar seus guardas a se livrarem de Arnold e Gerald. Eles escapam, mas se lamentam por terem falhado ao não terem conseguido o documento, mas Arnold lembra que o local estava rodeado de câmeras e decide ir até a sala de monitoramento para tentar pegar a fita que teria gravado a cena de Scheck queimando o papel. Após isso, enquanto Gerald aguarda do lado de fora do edifício, Arnold recebe mais uma ligação da Voz Profunda e descobre que Helga era quem estava por trás da mesma.
Arnold então questiona Helga o porque dela ter decidido ajudá-lo em vez de apoiar o negócio do pai. Helga, por sua vez, relutantemente declara seu amor por Arnold, agarrando-o e o beijando, deixando Arnold completamente surpreso e sem ter o que falar. Após isso, Helga e Arnold escapam do prédio da Fti com a fita e encontram Gerald do lado de fora esperando em um ônibus público; eles convencem o motorista a correr mais depressa após os garotos contarem que o bairro a ser demolido é onde a sua ex-namorada vive. Próximo ao fim do caminho, já chegando no bairro, o ônibus tomba, mas as crianças e o motorista nada sofrem. A prefeita Dixie chega no local, junto com a polícia e a imprensa. Utilizando um grande telão instalado anteriormente por Scheck em cima de um edifício para fazer propaganda de seu empreendimento, Arnold e Bridget mostram a todos a fita com as cenas de Scheck queimando o documento que comprovava a importância histórica do bairro. Com isso, a prefeita Dixie, nomeia oficialmente o bairro como um patrimônio histórico, o protegendo de qualquer destruição.
Scheck chega, exigindo saber o porque da demolição ainda não ter começado. Ao ver as imagens de si mesmo queimando o documento no telão ele tenta fugir, mas seu carro acaba tendo seus pneus retirados pela avó de Arnold, Gertie, que escapara da prisão. Scheck é finalmente preso, resmungando furioso. Harold, inadvertidamente, senta-se no detonador dos explosivos instalados por Phil, fazendo com que o gigantesco telão de Scheck seja destruído ao cair na rua. Após tudo, Helga tenta se explicar a Arnold sobre o que ela disse a ele no prédio da Fti, negando sentir algo por ele, afirmando que ela disse aquelas coisas por conta do "calor do momento". Quando Arnold pergunta a Helga se ela realmente o odeia ela responde com a mesma grosseria de sempre e vai embora para casa, mas ao virar a esquina, a menina comemora o fato de ter beijado Arnold. Gerald surge e cumprimenta Arnold por terem salvado o bairro enquanto Eugene aparece cantando uma música alegre comemorando a integridade do subúrbio, mas é interrompido por Gerald, que diz: "O show acabou, Eugene!". O filme termina com Helga andando saltitante alegremente pelas ruas do bairro, agora salvo.

## Elenco de dublagem

### Original
- Spencer Klein... Arnold Shortman
- Francesca Marie Smith... Helga Pataki/Voz Profunda
- Jamil Walker Smith... Gerald Johanssen/vozes adicionais
- Dan Castellaneta... Vovô Phil Shortman/Nick Vermicelli
- Tress MacNeille... Vovó Gertie Shortman/Prefeita Dixie/Red
- Paul Sorvino... Alphonse Perrier du von Scheck
- Jennifer Jason Leigh... Agente Bridget
- Christopher Lloyd... Legista da Cidade
- Maurice LaMarche... Big Bob Pataki/vozes adicionais
- Sam Gifaldi... Sid
- Christopher P. Walberg... Stinky Peterson
- Olivia Hack... Rhonda Lloyd
- Blake McIver Ewing... Eugene Horowitz
- Anndi McAfee... Phoebe Heyerdahl
- Justin Shenkarow... Harold Berman
- Vincent Schiavelli... Sr. Bailey
- Kath Soucie... Miriam Pataki/vozes adicionais
- James Keane... Marty Green/vozes adicionais
- Elizabeth Ashley... Sra. Vitello
- Michael Levin... Ray Doppel
- Steve Viksten... Oskar Kokoshka
- Dom Irrera... Ernie Potts
- Baoan Coleman... Sr. Hyunh
- Craig Bartlett... Brainy/Murray, o motorista de ônibus/Grubby/Homem-macaco
- Robert Torti... vozes adicionais
- Bobby Edner... vozes adicionais

### Versão brasileira
No Brasil o filme foi dublado no extinto estúdio da Álamo e contou com os seguintes dubladores:
- Fábio Lucindo... Arnold Shortman
- Jussara Marques... Helga Pataki/Voz Profunda
- Úrsula Bezerra... Gerald Johanssen
- Eleu Salvador... Vovô Phil Shortman
- Helena Samara... Vovó Gertie Shortman
- Luiz Antônio Lobue... Alphonse Perrier du von Scheck
- Tatá Guarnieri... Nick Vermicelli
- Daoiz Cabezudo... Sr. Bailey
- Raquel Marinho... Agente Bridget
- Guilherme Lopes... Big Bob Pataki
- Rodrigo Andreatto... Sid
- Angélica Santos... Stinky Peterson
- Carlos Falat... Eugene Horowitz
- Zezinho Cútulo... Harold Berman
- Tânia Gaidarji... Miriam Pataki
- Sidney Lilla... Murray
- Fernanda Bullara... Phoebe Heyerdahl
- Cecília Lemes... Prefeita Dixie
- Gileno Santoro... Legista/Mendigo
- Ronaldo Artnic... Locutor tradutor

## Produção
Em 1998, durante a renovação de contrato para a produção da quarta temporada de Hey Arnold!, o canal a cabo Nickelodeon concedeu ao criador da série Craig Bartlett a chance de desenvolver duas adaptações de longa-metragem do desenho. À medida que o trabalho na quinta temporada estava terminando em 2001, Bartlett e a Nickelodeon Movies se dedicaram à produção do primeiro filme, que seria originalmente intitulado de "Arnold Saves the Neighborhood". O roteiro originalmente foi planejado para virar um telefilme ou uma mídia doméstica, mas após algumas conversas com executivos da Nick foi decidido que o filme seria lançado nos cinemas, sendo distribuído pela Paramount Pictures. De acordo com o historiador de animação Jerry Beck (em seu Animated Movie Guide), a decisão também foi impulsionada pelo sucesso financeiro dos dois primeiros filmes da série Rugrats: The Rugrats Movie e Rugrats in Paris: The Movie. O roteiro então sofreu pequenas alterações e o título foi mudado para Hey Arnold!: The Movie.
Uma sequência chamada Hey Arnold!: The Jungle Movie estava em fase de produção logo após o lançamento de Hey Arnold!: The Movie. A Nickelodeon ainda queria lançar The Jungle Movie no ano seguinte, todavia, o projeto foi cancelado devido a Bartlett ter saído da produção ao deixar a empresa, resultando também no fim da série Hey, Arnold! na Nick. Em 2015, no entanto, foi anunciado que a produção do longa seria retomada e que seria lançada como um telefilme em vez de ser lançada nos cinemas. Em 24 de novembro de 2017, Hey Arnold!: The Jungle Movie foi finalmente exibido pela Nickelodeon nos Estados Unidos.

## Lançamento
O primeiro trailer do filme foi lançado durante a edição de 2002 do Nickelodeon Kids' Choice Awards. A canção 2-Way do rapper Lil 'Romeo foi usada para ajudar a promover o filme.

### Recepção crítica
O filme possui uma taxa de aprovação de 29% no site agregador Rotten Tomatoes com base em 78 avaliações; a média é de 4.6/10. O Metacritic registrou uma pontuação de 47/100 com base em 23 críticas, indicando "Comentários mistos ou médios". O público dos cinemas pesquisado pelo CinemaScore deu ao filme uma nota média "B+" em uma escala de "A+" a "F".
Hey Arnold!: The Movie foi o primeiro longa animado da Nickelodeon a receber uma classificação PG da Motion Picture Association of America (MPAA).

### Bilheteria
Lançado em 28 de junho de 2002 nos Estados Unidos, o filme arrecadou mais de US$ 15 milhões em todo o mundo contra um orçamento de cerca de US$ 3 milhões. 
O filme arrecadou US$ 5,7 milhões em 2.500 salas de cinema americanas em seu fim de semana de abertura, ocupando o sexto lugar na bilheteria nacional e o segundo dos novos lançamentos semanais, atrás de Mr. Deeds. Considerando apenas a receita nacional, filme arrecadou US$ 13,7 milhões no mercado americano e mais US$ 1,5 milhão em outros países, totalizando um pouco mais de US$ 15,2 milhões de receita final.
Embora tenha se tornado um modesto sucesso de bilheteria, o filme terminou aquém das expectativas da Paramount e da Nickelodeon, que desistiram de fazer uma continuação após a saída de Craig Bartlett da Nick.

### Outras mídias
O filme foi lançado nos formatos VHS e DVD em 31 de dezembro de 2002; suas características especiais consistiram apenas no trailer teatral e em um jogo interativo ao estilo de Charlotte's Web 2: Wilbur's Great Adventure.
O filme também está disponível em serviços de streaming na internet como Netflix e Tubi TV.

## Jogo eletrônico
A THQ lançou um videogame do filme para a plataforma Game Boy Advance. O jogo consiste em cinco mundos, com quatro níveis cada (cada um incluindo um chefe no quarto nível) sendo que o jogador pode escolher jogar com os persongens Arnold, Gerald, vovô e vovó. Helga é jogável apenas com um código de fraude encontrado em alguns sites.